# Phichit
Pour la province de Thaïlande, voir Province de Phichit.

Phichit est une ville de la région Nord de la Thaïlande. Capitale de la province de Phichit, elle se trouve au confluent de la Nan et de la Wat Ta Yom. En 2005 elle comptait 23 791 habitants.